# Mai Shiranui
Mai Shiranui (不知火 舞 Shiranui Mai?) es un personaje de las series de videojuegos de peleas Fatal Fury de SNK, donde se vuelve uno de los personajes más populares, razón por la cual SNK decide incluirla en su más exitosa saga de videojuegos The King of Fighters.

## Creación
Originalmente el personaje iba a ser un varón llamado “Ninja Shiranui” pero SNK declaró que su objetivo era colocar un nuevo ídolo femenino en las series de Fatal Fury para competir con Capcom y el personaje Chun-Li, así que decidieron cambiarlo por Mai. En su creación el diseñador de Mai preguntó si era posible añadir más movimientos pausados a la animación de Mai y así quedara más fluida, quedando suficiente memoria en el juego se aprobó esto. El resultado de la pose final, sorprendió favorablemente a la gente. 

### Apariencia
En la casi totalidad de los juegos en los que aparece, Mai utiliza el uniforme Kunoichi del clan Shiranui, un sugerente yukata corto sin mangas rojo (con diversos patrones dependiendo del juego), sujeto con un obi (faja) blanco o negro que en sus extremos contiene grandes cuentas, el cual Mai usa para ciertos ataques con fuego y que puede esconder desde armas (principalmente una sombrilla) o disfraces, calzando sandalias ninja rojas con medias negras y su cabello castaño atado en una coleta alta con una cuerda ornamental blanca. A pesar de incomodarle lo sugerente de este traje y las críticas de sus oponentes, Mai lo porta con orgullo para representar a su clan.

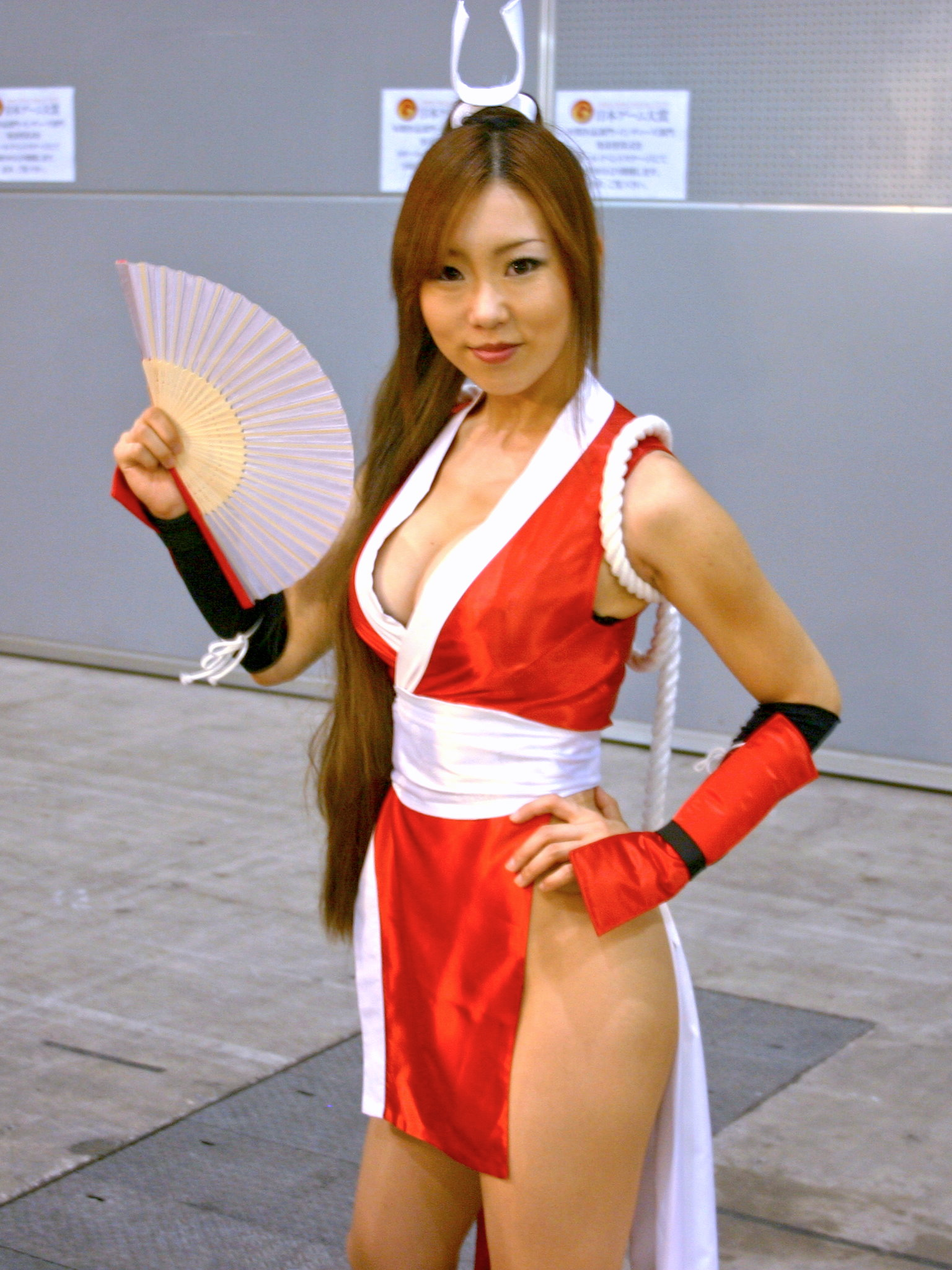
Cosplayer con el atuendo característico de Mai

Sus principales armas son abanicos ceremoniales de combate, usándolos como armas de golpe o de proyectil, en este último modo, Mai es capaz de lanzarlos prendidos fuego.
En algunas introducciones o festejos de batalla, Mai suele usar kimonos elegantes, rojos como su uniforme o con detalles florales, los cuales esconde dentro de su obi, resaltando su deseo de lucir como una belleza tradicional.
En juegos en los que cuenta con trajes alternativos, Mai ha lucido en su mayoría ropa sugerente, como una versión negra de su uniforme, bikinis o trajes de Cosplay.

## Historia

### Fatal Fury
Mai, al ser la única Shiranui que continúa con vida, es la legitima heredera del clan y sus artes ancestrales de ninjutsu. Aprendió desde muy pequeña de su abuelo y mentor, el experto en Kenpo Hanzo Shiranui, los secretos del ninjutsu y aprendió a desarrollar y a utilizar con gran eficacia y precisión la habilidad excepcional de controlar el fuego conocida como piroquinesis, volviéndose una experta en ocultar su presencia al silenciar por completo sus pasos.
Con el pasar de los años, la pequeña Mai se convirtió en una joven mujer muy hermosa, y por esto ella recibía propuestas de matrimonio de docenas de hombres pero ella nunca estuvo interesada por ninguno de estos. Sin embargo, en esta faceta de su entrenamiento, cuando conoce a Andy Bogard, un joven muy atractivo y apuesto y excelente luchador de artes marciales que había llegado a entrenar con el abuelo de Mai. Inmediatamente Mai quedó perdidamente enamorada de él al punto que constantemente se preocupa por Andy y piensa en casarse con este. Después de un tiempo Andy decide regresar a SouthTown con su hermano y Mai se entristece por esto, pero no tuvo otra opción más que quedarse en Japón ya que su entrenamiento no estaba completo aún.
Más tarde Mai se reencuentra con Andy , el cual estaba a punto de participar en la batalla contra Wolfgang Krauser. Mai decide acompañarlo y en el viaje se siente más cercana a él.

### The King of Fighters

#### Saga de Orochi
SiDespués de los eventos anteriores un torneo internacional es anunciado, el torneo es llamado The King of Fighters, para dicho torneo se envían cartas de invitación a los mejores luchadores del mundo, Mai por supuesto recibe su invitación, las reglas son muy simples, se requiere participar por equipos de tres, Mai al saber que Andy también había recibido invitación no duda en proponerle que participen juntos, pero Andy ya había formado equipo con su hermano Terry y su amigo Joe Higashi con anticipación. Mai le promete que ella participara también para poder estar a su lado, entonces conoce a Yuri Sakazaki, en quien encuentra una compañera de equipo así como una inseparable amiga, a ellas se une King, una luchadora de Kick Boxing.
Así se forma el equipo del torneo llamado Women Team o equipo femenino.
Para desgracia de Mai y su compañía, en el torneo KOF´96, Yuri fue obligada por su padre a tomar su lugar en el Art Of Figthing Team, por lo que Mai y King necesitaban urgentemente un nuevo tercer miembro. Sin esperanzas y con el tiempo encima Mai decidió irse a su habitación del hotel en el cual se hospedaba cuando noto que lágrimas corrían por sus mejillas al darse cuenta de lo mucho que significaba para ella el competir con sus amigas en el torneo. A la mañana siguiente Mai había empacado todas sus cosas y se disponía a ir al aeropuerto para regresar a casa, cuando abrió la puerta del hotel fue súbitamente atacada por una mujer desconocida, pero Mai hábilmente evadió el ataque y se disponía a atacar, cuando una voz gritó “!Es suficiente!”, se trataba de King quien había encontrado a la tercera participante, la mujer se presentó como Kasumi Todoh y se disculpó con Mai y alabó sus habilidades, diciendo que necesitaba comprobar las habilidades de su futura compañera de equipo. Así el “Women Team” estaba completo una vez más y listo para el torneo.
Para el torneo del King of Fighters 97 Mai se preparaba para participar con sus amigas King y Kasumi Todoh como el año anterior, pero había un problema, Kasumi había desaparecido porque estaba en busca de su padre, Mai hizo una visita a King para informarle de esto, pero recibió una noticia poco alentadora, King había decidido no participar en este torneo porque necesitaba cuidar de su hermano menor Jean, disculpándose con Mai por no poder acompañarla en esta ocasión. Mai se entristeció pero comprendió la situación de King y decidió no participar. Entonces apareció una que se presentó como Chizuru Kagura e invitó a King a participar pero esta le explicó la situación, después le preguntó lo mismo a Mai pero ella respondió que estaba agradecida con la invitación pero que si su amiga King no iba a participar ella creía que tampoco lo haría. Chizuru entonces propuso una solución, ofreció cuidar al hermano de King para que ambas chicas pudieran participar en el torneo, no viendo ningún inconveniente las dos decidieron aceptar la oferta de Chizuru y así participar una vez más.

#### Saga de NESTS
El torneo de King of Fighters 99 fue anunciado, en el cual Mai cumplió su sueño finalmente de poder hacer equipo con su querido Andy ya que las nuevas reglas exigían un cuarto miembro en cada equipo, así el nuevo equipo Fatal Fury fue conformado por Terry Bogard, Andy Bogard, Joe Higashi y el nuevo miembro seria Mai. 
Al finalizar el torneo Terry desapareció en las ruinas del cuartel de Krizalid, Andy estaba muy preocupado por Terry al no poder encontrarlo en ningún lugar, Mai intento animarlo en todo momento al decirle que no se preocupara por favor ya que tratándose de Terry seguramente estaría con vida y bien, pero en caso de que ella gane, Mai saca un vestido de novia, porque Andy le había prometido casarse con el si ella se unía a su equipo.
Mai decidió formar el Women Team una vez más para el próximo torneo de The King of Fighters 2000, Mai se reencontraría con su gran amiga Yuri Sakazaki tras estar separadas tanto tiempo, Kasumi Todoh se uniría al equipo pero aún les hacía falta un cuarto miembro ya que King participaría esta vez con el Art Of Fighting Team, entonces una chica de nombre Hinako Shijou que deseaba ser parte del equipo se presentó ante las demás, Mai decidió darle una oportunidad y le pidió que se enfrentara con Yuri para comprobar sus habilidades, al ver que resultó ser una chica talentosa Mai y sus compañeras decidieron aceptarla como el miembro final.
En el próximo torneo de King of Fighters 2001 Mai hizo equipo una vez más con Hinako, King decidió regresar al lado de su amiga Mai y el cuarto miembro fue Li Xiangfei a quién Mai conoció tiempo atrás. Aquí concluyó la segunda saga de KOF.

#### Saga de Ash
En torneo KOF (2002), Mai participó al lado de Yuri Sakazaki y de la chica campeona de Tae Kown Do y miembro del equipo del Korean Team (equipo de Corea), llamada May Lee, aunque este juego es un dream match, un juego sin historia oficial, sino una recopilación de varios personajes de las sagas pasadas, para deleite de los aficionados.
En el torneo KOF (2003), Mai participó con sus amigas, esta vez incluyendo a Blue Mary, una investigadora privada , ya que Andy ya no participó en ese torneo por entrenar para superar a su hermano ya que estaba frustrado por nunca haberle podido vencer hasta ahora. Después de saber acerca de ello, al ver el retiro de Andy, Mai comenzó a pensar en el porqué del distanciamiento de este para con ella. 
En el nuevo torneo King of Fighters Xl Mai decide ya no participar para buscar a Andy y ver que es lo que realmente está sucediendo. 
Además, se enteró del nuevo torneo KOF Maximum Impact organizado por Duke y decidió participar sola (esta vez las reglas eran de combates individuales). Un detalle curioso es que al parecer en este nuevo torneo atrae la atención del nuevo protagonista Alba Meira, ya que este le da la bienvenida, alabando la belleza de la chica.
Mai hace su regreso estelar en el próximo juego de SNK de nombre The King of Fighters Xlll, tras estar ausente en el juego anterior (The King of Fighters XII)así ha sido anunciado en el preview oficial del juego que SNK ofreció en Akihabara el Jueves 25 de marzo de 2011. Así lo dice también la leyenda en la presentación del título de "The King of Fighters Xlll: Shiranui Mai ha vuelto!". Esto ya lo insinuaba en el blog oficial del juego, el productor del mismo, Masaaki Kukino en este juego pues nuevamente esta de vuelta y volvería a rencontrase con sus amigas Yuri y con King y formarían nuevamente el grupo del Woman Team como los viejos tiempos para participar nuevamente en el torneo, a parte Mai se ha enterado que en este torneo nuevamente Andy participaría y llegaría a buscarlo para hablar asuntos pendientes sobre su desaparición.

#### Saga del espacio-tiempo
Mai hace su aparición en esta nueva saga, donde se unirá al Women Fighters Team acompañada de King y la novata Alice Garnet (esta última reemplazante de Yuri, quien se unió al equipo de Art of Fighting). Según la historia publicada en el sitio oficial del videojuego se revela que Mai, furiosa tras no haber sido considerada en el equipo de Fatal Fury y estar una vez más alejada de Andy, decide entrar al torneo para derrotar a ese equipo y demostrar su valía como luchadora.
Durante la historia del juego también se revela que Mai está -al fin- en una relación formal con Andy Bogard.
Luego del incidente con Verse, se anuncia un nuevo torneo KOF, Mai estaba decepcionada por no ser tenida en cuenta nuevamente para el equipo Fatal Fury, junto a Yuri (rechazada en el equipo Art of Fighting en favor de King). Cuando inesperadamente reciben la visita de la idol Athena Asamiya, quien les propone formar un equipo sin mencionar sus verdaderas intenciones (que luego son reveladas si el juego es superado con este equipo: formar un grupo idol)
En el spin-off SNK Heroines: Tag Team Frenzy Mai es secuestrada por un misterioso personaje (quien luego se revelaría como Kukri) junto con el resto de participantes femeninas del KOF XIV y obligada a participar de un misterioso torneo.

## Trascendencia
Mai Shiranui, con el paso de los años se convirtió en el icono principal femenino por los fanáticos de la saga KOF y ha hecho apariciones en juegos que están fuera de dicha saga, como Capcom vs. SNK en el cual fue elegida para representar a su respectiva compañía del lado femenino y mantuvo una gran rivalidad con Chun-Li. También apareció en el juego que reunía a todas las estrellas del mundo de SNK llamado Neo Geo Battle Coliseum. Aparece en la segunda OVA de Fatal Fury y en la película llamada Fatal Fury the motion picture, así como en el primer capítulo, de título, All Access de la animación original de KOF llamada KOF Another Day. También cuenta con diversas figuras de colección, entre ellas se destacan las de Max Factory, dos de parte de Aizu Project y dos más de parte de Volks. El 29 de noviembre de 2008 salió a la venta un artbook (o libro de arte) de nombre Kurenai no Shinobi o La ninja Carmesí hecho por Queen´s Gate. También se le dedicó un Neo Geo joystick especialmente diseñado por SNK de color rojo y blanco y decorado con un abanico, haciendo semejanza al diseño de Mai. 
Posee un cierto número de cartas en el juego de naipes llamado Universal Fighting System (UFS).
Mai fue utilizada como modelo para crear a la luchadora de la serie de videojuegos Dead or Alive llamada Kasumi debido a que el diseñador de dicho juego Tomonobu Itagaki declaró que Mai era la mujer ideal para él en ese momento (después lo fue Kasumi). Se pueden apreciar características muy similares entre ambos personajes, la vestimenta, la física de pechos, la forma y el color del cabello y que ambas chicas practican ninjustu. Luego, Mai participaría como invitada en los juegos Dead or Alive 5 y Dead or Alive 6. Mai es uno de los personajes más usados por las cosplayers, debido a su diseño, su traje se usa mucho en los diversos eventos y convenciones en los que suelen reunirse los otakus.

## Detalles
Cabe Mencionar que Mai no porta su traje tradicional de batalla por gusto propio, ya que no se trata de una prenda común de vestir sino más bien de un uniforme de su clan para las ninja o kunomichi, lo hace por el sentido del honor que tiene hacia su clan. Mai es una chica de gustos altamente refinados, como lo dice su perfil oficial del KOF 2006, suele vestir con ropas que contrastan completamente con su traje de batalla. Es fácil comprobarlo en las OVAS de Fatal Fury, y en la mini serie llamada KOF: Another Day, donde se puede ver la ropa que gusta vestir la chica comúnmente. También gusta de vestir kimonos ya sea al inicio de un combate o al realizar arreglos florales y ceremonias de té tradicional japonés, en los cuales se especializa. 
A pesar de haber sido criada prácticamente aislada de la sociedad por su entrenamiento, Mai es refinada, educada y de buenos modales, deseando ser la encarnación de la belleza japonesa tradicional. No le interesan otros hombres que no sean Andy, por el que siente un amor casi obsesivo al punto de que en cada KOF al que se presente, intente ser parte del equipo Fatal Fury solo para estar cerca de él, siendo su mayor anhelo casarse y formar una familia. Sin embargo, tiende a ser vanidosa y presumir de su belleza con el objetivo de recibir cumplidos, especialmente tanto de Kyo Kusanagi como de Iori Yagami, aunque ambos coinciden en resaltar lo presumida que es.  
Mai solamente ha cambiado de traje en dos ocasiones, en Fatal Fury 3 y en KOF Maximum Impact. Curiosamente, en KOF 2006, Mai parodia en sus trajes al propio Andy Bogard y a Cham Cham de Samurai Shodown.
Mai cautivó al vampiro Demitri Maximoff del videojuego Vampire Savior, en el tercer cross over desarrollado por SNK; SNK vs Capcom Chaos, en el cual Demitri al darse cuenta de la virginidad de Mai, le pide que le permita invitarla a salir con él, pero Mai se da cuenta de sus verdaderas intenciones y decide rechazarle. 
La razón que SNK dio para la ausencia de Mai en el King of Fighters Xl dentro del argumento del juego, fue que ella estaba disgustada con Terry por no decirle el paradero de Andy y ella decide buscarlo en vez de participar. Sin embargo en la versión para PS2 de dicho juego SNK decidió incluirla como un “guest character" para complacer las demandas de los fanáticos. 
La voz de Mai ha sido interpretada por la seiyuu Akoya Sogi (la voz original) desde su debut en los videojuegos, y en las versiones de anime de Fatal Fury es interpretada por Kotono Mitsuishi (Misato Katsuragi en Neon Genesis Evangelion) y la actriz estadounidense Lisa Ann Beley.
En la versión americana de los juegos KOF Maximum Impact y KOF 2006 se tergiversó completamente el significado de una de las frases insignias de Mai, la frase que dice al pulsar el botón L1 es Ora Ganbate (Hey buena suerte) y en la versión doblada al inglés Mai dice Hang in there Loser (Aguanta perdedor), frase que no tiene nada que ver con la versión original.
En el juego Samurai Shodown, también de la compañía SNK, existe un personaje llamado Gen-an Shiranui quien a pesar de compartir el mismo apellido que Mai no tiene parentesco alguno con ella.
Aún se desconoce la razón por la cual Mai estuvo ausente en la versión de The King of Fighters Xll, aunque han estado circulando en internet diversas teorías, cómo que no hubo el tiempo suficiente para diseñar a todos los personajes que se tenían planeados en un principio, dado que se cree que SNK lanzó el juego muy prematuramente, dando como resultado la falta de personajes iconos de la saga como Mai, la falta de modos de juego y un modo online lleno de problemas. Esta teoría es la que parece tener más credibilidad ya que si se toma en cuenta el nuevo artbook que SNK lanzó poco después del lanzamiento del juego, titulado: The King of Fighters Characters Encyclopedia se puede apreciar que Mai es el único personaje, de todos los que fueron omitidos en esta versión del juego, que aparece con un nuevo diseño al estilo de los demás personajes que sí salen en The King of Fighters Xll. Indicando esto que posiblemente Mai si había sido planeada para aparecer, pero por falta de tiempo no fue así.
En 2015 se unió a la saga Dead or Alive, en  Dead or Alive 5: Last Round, como personaje DLC exclusivo de Xbox One y PS4, siendo la descarga más popular.